# Galerita rubripes
Galerita (Galerita) rubripes – gatunek chrząszcza z rodziny biegaczowatych, podrodziny Dryptinae i plemienia Galeritini.

## Występowanie
Gatunek ten jest endemitem Madagaskaru.